# Anita Graffman
Inger Anita Kristina Graffman Westman, född Graffman 24 december 1936 på Kungsholmen i Stockholm, är en svensk konstnär verksam sedan 1968 inom framförallt textil.
Efter genomgången flickskola 1955 tog Anita Graffman studentexamen 1958. Därefter studerade hon vid Nyckelviksskolan 1959, Ericastiftelsen DES 1961, Konstfackskolan textil 1968, Konstfackskolan möbler och inredningsarkitektur 1971. Hon har arbetat som designkonsult för Ecotapeter, Uppsala Ekeby Kakel, Orrefors Flygfors Armatur, Tarkett mattor och tapeter 1972–1983, NK design av unika handknutna mattor. Hon har gjort inredningsreportage för Vi, Allt i Hemmet och Femina.
Hon har gjort monumentala konstvävar för offentlig miljö i bland annat Sverige, USA, Japan, förutvarande Sovjetunionen och Storbritannien. Hon är representerad vid Nationalmuseum, Malmö museum, landstingen i Kalmar, Stockholm, på Gotland samt flera kommuner.
Anita Graffman är dotter till lagman Gösta Graffman och Gunhild Josephson född i släkten Josephson. Hon är syster till Göran Graffman och Sten Graffman samt moster till Martina Bonnier.

## Verk i urval
- Havets sång, 4,5 meter x 7 meter, i Eric Ericsonhallen, 2015 (tillsammans med Marina Aittalat)